# Jesse Arnett
Jesse Arnett (ur. 11 lipca 1984) – kanadyjski zapaśnik walczący w stylu wolnym. Brązowy medalista mistrzostw Wspólnoty Narodów w 2007 roku. Zawodnik MMA.